# Надоленко, Геннадий Алексеевич
Геннадий Алексеевич Надоленко (укр. Геннадій Олексійович Надоленко; род. 7 июня 1970, Барышевка) — украинский дипломат. Чрезвычайный и полномочный посол Украины в Государстве Израиль (2010—2020). Государственный служащий 3-го ранга (2005), чрезвычайный и полномочный посол (2016).

## Биография
Родился 7 июня 1970 года в Барышевке.
В 1994 году окончил Национальный аграрный университет, в 1998 году — Дипломатическую академию при МИД Украины (магистр внешней политики).
В 1994—1996 годах — атташе отдела США и Канады Управления стран Европы и Америки МИД Украины.
В 1996 году — третий секретарь отдела стран Западной Европы Управления стран Европы и Америки МИД Украины.
В 1998 году — третий секретарь Управления международных организаций МИД Украины.
В 1998—2003 годах — второй, первый секретарь Посольства Украины в США.
В 2003—2004 годах — главный советник Управления информационных технологий МИД Украины.
В 2004—2005 годах — начальник Управления информационной политики МИД Украины.
В 2005—2006 годах — заместитель руководителя Главной информационной службы — руководитель департамента обеспечения выполнения конституционных полномочий Президента Украины в информационной сфере и имиджевой политики Секретариата Президента Украины.
В 2006—2007 годах — руководитель Департамента информационных стратегий Информационной службы Секретариата Президента Украины.
В 2007—2010 годах — руководитель торгово-экономической миссии в составе Посольства Украины в США.
С 29 июня 2010 по 10 сентября 2020 года — чрезвычайный и полномочный посол Украины в Государстве Израиль.
С 21 июля 2025 года — чрезвычайный и полномочный посол Украины в Малайзии.
Владеет английским и французским языками.
Женат, имеет сына и дочь.